# Emilio Salafia
Emilio Salafia   (Palerm, 10 d'octubre de 1910 - Palerm, 24 de maig de 1969) va ser un tirador d'esgrima italià, especialista en sabre, que va competir durant les dècades de 1920 i 1930.
El 1928 va prendre part en els Jocs Olímpics d'Amsterdam, on guanyà la medalla de plata en la prova de sabre per equips del programa d'esgrima. Quatre anys més tard, als Jocs de Los Angeles, tornà a guanyar la medalla de plata en la mateixa prova, alhora que finalitzà en desena posició en la prova de sabre individual.
En el seu palmarès també destaquen cinc medalles de plata al Campionat del món d'esgrima entre 1930 i 1935.